# Манич (село)
Ма́нич — село Амвросіївської міської громади Донецького району Донецької області, Україна.

## Загальні відомості
Відстань до райцентру становить близько 28 км і проходить автошляхом місцевого значення.
Землі села межують із територією Куйбишевського району Ростовської області Росії.
Унаслідок російської військової агресії із серпня 2014 р. Манич перебуває на тимчасово окупованій території.

## Населення
За даними перепису 2001 року населення села становило 76 осіб, із них 90,79 % зазначили рідною мову українську та 9,21 % — російську.